# Lichenoporidae
Lichenoporidae é uma família de briozoários pertencentes à ordem Cyclostomatida.

## Géneros
Géneros (lista incompleta):
- Actinotaxia Hamm, 1881
- Bimulticavea d'Orbigny, 1853
- Camerapora Meunier & Pergens, 1885